# Rudolf Cederström
Olof Rudolf Cederström (8 febbraio 1764 – 1º giugno 1833) è stato un ammiraglio svedese.
Si distinse nella guerra russo-svedese del 1788-1790. Combatté quindi i pirati inglesi nel Mare del Nord e partecipò alla prima guerra barbaresca. Fu decorato con l'Ordine dei Serafini nel 1816.